# Аргуновское сельское поселение (Архангельская область)
Аргуновское сельское поселение или муниципальное образование «Аргуно́вское» — муниципальное образование  со статусом сельского поселения в Вельском муниципальном районе Архангельской области.
Соответствует административно-территориальной единице в Вельском районе — Аргуновский сельсовет.
Административный центр — посёлок Аргуновский.

## География
Аргуновское сельское поселение располагается на юге Архангельской области, в центре Вельского района, восточнее города Вельск. Рельеф территории Аргуновского сельского поселения представляет собой слегка всхолмленную равнину ледникового аккумулятивного происхождения. Площадь территории составляет 198,10 км2, из них 179,83км2 (90,7%) занимают леса и болота (земли лесного фонда). Крупнейшие реки: Вага, Киеньга, Ненюшка. Все населённые  пункты муниципального образования расположены на правом берегу реки Вага, напротив впадения притока Вель. На территории муниципального образования расположено крупнейшее болото Вельского района - Мох.
Граничит:
- на северо-западе с муниципальным образованием «Муравьёвское»
- на севере с муниципальным образованием «Судромское»
- на востоке с муниципальным образованием «Ракуло-Кокшеньгское»
- на юго-востоке с муниципальным образованием «Кулойское»
- на юге с муниципальным образованием «Верхнеустькулойское»
- на западе с муниципальным образованием «Вельское»

### Климат
Климат на территории Аргуновского сельского поселения умеренно-континентальный, с достаточно коротким весенне-летиним и продолжительным оссенне-зимним периодами. Длительность вегетационного периода составляет от 140 до 160 дней в год. Число дней со снежным покровом – 170-185. Среднегодовое количество осадков составляет 514 мм, а средняя температура воздуха +2,7 °C, относительная влажность воздуха 76%, средняя скорость ветра 1,6 м/с.

## История
Муниципальное образование было образовано в 2006 году.

## Население
| 2005  | 2010  | 2011  | 2012  | 2013  | 2014  | 2015  | 2016  | 2017  |
| ----- | ----- | ----- | ----- | ----- | ----- | ----- | ----- | ----- |
| 1144  | ↘1113 | ↘1110 | ↗1129 | ↗1186 | ↗1211 | ↘1204 | ↘1199 | ↘1189 |
| 2018  | 2019  | 2020  | 2021  | 2023  |       |       |       |       |
| →1189 | ↗1207 | ↘1206 | ↘1031 | ↗1066 |       |       |       |       |

## Состав сельского поселения
В состав сельского поселения входят 8 населённых пунктов:
| № | Населённый пункт | Тип населённого пункта          | Население |
| - | ---------------- | ------------------------------- | --------- |
| 1 | Аргуновская      | деревня                         | ↗133      |
| 2 | Аргуновский      | посёлок, административный центр | ↘754      |
| 3 | Головковская     | деревня                         | ↗71       |
| 4 | Лучинская        | деревня                         | ↗11       |
| 5 | Неклюдовская     | деревня                         | ↘117      |
| 6 | Овсянниковская   | деревня                         | ↗51       |
| 7 | Палкинская       | деревня                         | ↘28       |
| 8 | Покровская       | деревня                         | ↗70       |

## Промышленность
На территории сельского поселения расположены месторождения неметаллических полезных ископаемых:
- Пески строительные (месторождение Лесобазовское-2)
- Глины для кирпичного производства (месторождение Кочевское)
- Торф (месторождения Городок и Мох-1)

Основными отраслями промышленности сельского поселения являются заготовка древесины и производство пиломатериалов. На территории сельского поселения действуют: 
- ООО «Протон» - производство пиломатериалов;  Производство клееной фанеры, щитов, древесных плит и панелей; Производство древесных строительных конструкций и столярных изделий.
- ООО «Нирон» - распиловка и строгание древесины; пропитка древесины; Производство клееной фанеры, щитов, древесных плит и панелей; Производство деревянных строительных конструкций и столярных изделий; Лесозаготовки.

Сельскохозяйственное производство представлено АО «Агрофирма «Вельская», в пользовании которого находится 238,2 га сельхозугодий.

## Особо охраняемые территории и объекты

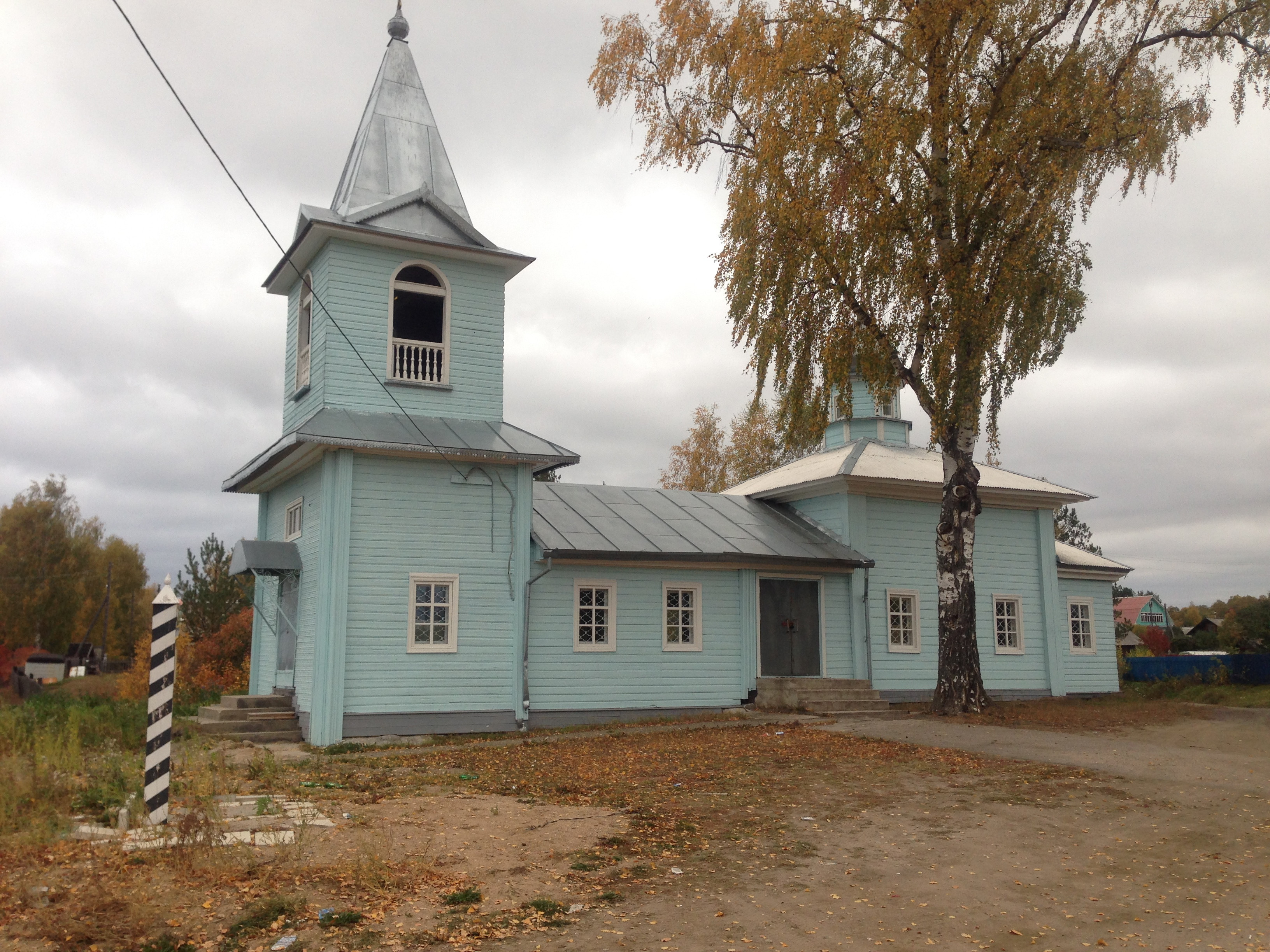
Покровская церковь (Архангельская область, Вельск, деревня Покровская)

На территории сельского поселения находятся памятники природы регионального значения:
- Аргуновский сосновый бор - расположен на северной окраине посёлка Аргуновский, площадь 3 га.
- Качаевский (Головской) сосновый бор - площадь памятника природы составляет 22 га.
- Болото «Мох» - площадь памятника природы составляет 7139 га.

Также на территории муниципального образования находятся объекты культурного наследия:
- Аргуновское городище -  Объект культурного наследия № 2930009000№ 2930009000 Памятник археологии федерального значения 14-15 веков, расположенный на правом берегу реки Вага близ деревни Аргуновская.
- Покровская церковь -  Объект культурного наследия № 2900374000№ 2900374000  памятник архитектуры Деревянная церковь 19 века, расположена в деревне Покровская[6].